# Sanjāleh
Sanjāleh (persiska: سنجاله) är en ort i Iran.   Den ligger i provinsen Västazarbaijan, i den nordvästra delen av landet, 600 km väster om huvudstaden Teheran. Sanjāleh ligger 1 642 meter över havet och antalet invånare är 259.
Terrängen runt Sanjāleh är huvudsakligen kuperad, men åt nordost är den bergig. Runt Sanjāleh är det ganska tätbefolkat, med 54 invånare per kvadratkilometer. Närmaste större samhälle är Piranshahr, 19,2 km väster om Sanjāleh. Trakten runt Sanjāleh består i huvudsak av gräsmarker.